# Первомајск (Луганска област)
Первомајск (укр. Первомайськ) град је у Украјини, у Луганској области. Међутим, град је дефакто под управом Луганске Народне Републике (ЛНР). Према процени из 2012. у граду је живело 38.640 становника.

## Становништво
Према процени, у граду је 2012. живело 38.640 становника.
| 1979.  | 1989.  | 2001.  | 2012.  |
| ------ | ------ | ------ | ------ |
| 44.525 | 51.025 | 43.082 | 38.640 |